# Grover (Wyoming)
Grover és una concentració de població designada pel cens dels Estats Units a l'estat de Wyoming. Segons el cens del 2000 tenia 137 habitants.

## Demografia
Segons el cens del 2000, Grover tenia 137 habitants, 48 habitatges, i 38 famílies. La densitat de població era de 61,5 habitants/km².
Dels 48 habitatges en un 43,8% hi vivien nens de menys de 18 anys, en un 79,2% hi vivien parelles casades, en un 0% dones solteres, i en un 20,8% no eren unitats familiars. En el 20,8% dels habitatges hi vivien persones soles el 12,5% de les quals corresponia a persones de 65 anys o més que vivien soles. El nombre mitjà de persones vivint en cada habitatge era de 2,85 i el nombre mitjà de persones que vivien en cada família era de 3,32.
Per edats la població es repartia de la següent manera: un 27,7% tenia menys de 18 anys, un 15,3% entre 18 i 24, un 20,4% entre 25 i 44, un 25,5% de 45 a 60 i un 10,9% 65 anys o més.
L'edat mediana era de 36 anys. Per cada 100 dones de 18 o més anys hi havia 102 homes.
La renda mediana per habitatge era de 32.500 $ i la renda mediana per família de 34.250 $. Els homes tenien una renda mediana de 29.375 $ mentre que les dones 20.625 $. La renda per capita de la població era de 15.687 $. Cap de les famílies estaven per davall del llindar de pobresa.

## Poblacions més properes
El següent diagrama mostra les poblacions més properes.